# Chatrieren
Chatrieren (frz. châtrer = kastrieren) ist das Herausziehen des Darmes aus noch lebenden Schalentieren – insbesondere Gliederfüßern wie Flusskrebsen, Garnelen und kleineren Hummerartigen – vor dem Anbraten. Dazu wird das Telson abgedreht und der damit verbundene Darm aus dem verbleibenden vorderen Körperteil herausgezogen. Dies ist in Frankreich wegen des angeblich besseren Geschmacks allgemein üblich. In Deutschland verstößt die Praxis gegen das Tierschutzgesetz. Schalentiere müssen vor dem Verzehr in sprudelnd kochendem Wasser getötet werden.